# Принцип производства
Принцип производства благ — категория, обозначающая очень крупные качественные ступени развития мировых производительных сил в историческом процессе. Каждой формации развития[уточнить] Мир-Системы (человечества) соответствует только один собственный принцип производства.
Выделяются четыре принципа производства:
1. охотничье-собирательский (или принцип присваивающего хозяйства);
2. аграрно-ремесленный (или принцип простого производящего хозяйства);
3. промышленный (или принцип машинного производства);
4. научно-информационный (окончательный характер этого принципа производства установит только будущее).

Понятие «принцип производства благ» введено в научный оборот Л. Е. Грининым. Термин «принцип производства» фактически стал обобщающим для таких широко используемых понятий, характеризующих мировые хозяйственные эпохи как: присваивающее хозяйство, производящее хозяйство, индустриальное производство и современное информационное (постиндустриальное и т. п.) производство. Каждое из этих понятий указывало на новое качество, свойство, на изменение основы хозяйства и производства. Поставив эти понятия в ряд, можно было заметить, что получается линия глубоких и системных трансформаций, которая демонстрирует, что направление, структура, отраслевой состав хозяйства и производства меняются в принципе (стадиально-качественно). Поэтому и категория, которая описывает эти четыре качественно различающиеся между собой ступени в развитии мировых производительных сил, была названа принципами производства благ. Однако принципиальное сходство не означает фактического совпадения в укладах, отраслях хозяйства, технике и технологии и т. п., а, напротив, предполагает и разные варианты хозяйствования, и большую амплитуду в количественных характеристиках.
Границами между принципами производства служат производственные революции: аграрная (неолитическая), промышленная и научно-техническая, которые показывают начала качественных перемен в производстве, которые знаменуют смену принципов производства.
Принцип производства — категория высокой степени абстракции, описывающая определенный крупный этап развития производительных сил определенной ступени развития Мир-Системы (человечества, а в начальных этапах принципа производства — группы вырвавшихся вперед обществ).
Необходимость введения особого термина «принцип производства» для обозначения ступеней развития мировых производительных сил объяснялась тем, что в отечественной философии понятие «уровни (ступени) производительных сил» оказалось теоретически неразработанным. Проблема заключалась в том, что не удалось найти достаточно ясный критерий различения этих уровней, а также строго связать их с типом производственных отношений, хотя такие попытки не раз предпринимались (см., например, работы В. П. Илюшечкина, Г. Н. Волкова, В. Г. Марахова). Это объяснялось тем, что терминологически и теоретически не были четко разделены уровни анализа, относящиеся к отдельному обществу, и к уровню, который можно обозначить как общечеловеческий (или мир-системный). Между тем, очевидно, что развитие мировых производительных сил будет развиваться во многом по иным законам, чем производство в отдельных обществах. В частности, производительные силы каждого конкретного общества, входящего в систему принципа производства, не могут соответствовать всем параметрам по причине различий в природных условиях, специализации, ограниченности ресурсов, включенности в систему разделения труда и т. п. Поэтому Л. Е. Гринин предложил использовать категорию «производительные силы» только для анализа уровня развития отдельного общества, а новую категорию «принцип производства благ» — для определения качественных уровней развития мировых производительных сил. Категорию «принцип производства благ» не следует путать с марксистским термином «способ производства материальных благ», поскольку а) понятие «принцип производства» относится только к уровню развития Мир-Системы (человечества), а не к отдельному обществу, понятие же «способ производства» — и к одному, и к другому уровню сразу; б) понятие «принцип производства» охватывает лишь сходство в хозяйстве различных обществ, в отличие от способа производства, который объединял в себе как производительные силы, так и производственные отношения.
Каждый принцип производства — это важнейший этап в развитии человечества и длительная историческая эпоха. При смене принципов производства:
1. Усложняются структура и функции производительных сил, появляются новые элементы и секторы. В производительных силах обществ нарастают своего рода новые уровни. Постепенно новые секторы, технологии, подходы, знания становятся ведущими и частично перестраивают уклады прошлых принципов производства.
2. Многократно увеличивается производительность труда и/или отдача с производственной единицы.
3. Резко возрастает излишек благ.
4. Переход к новому принципу производства позволяет прокормить во много раз большее население. Соответственно наблюдается либо его количественный рост, либо (как в современных развитых странах) рост качества и продолжительности жизни.
5. Сильно уменьшается зависимость от природы и возрастает способность влиять на неё. Принципиально изменяются пределы, поставленные географической средой.
6. Резко увеличивается плотность производственных и экономических контактов между обществами, обмен достижениями, объем потребляемой энергии, информации и т. п.
7. Под воздействием изменений в принципе производства постепенно меняются и другие сферы жизни (социальная, распределительная, культурная).